# 羽倉崎駅
羽倉崎駅（はぐらざきえき）は、大阪府泉佐野市羽倉崎一丁目にある、南海電気鉄道南海本線の駅。駅番号はNK33。
準急（2008年10月現在は上りのみ設定）はこの駅からの運転となる。かつて春木駅に停車する急行（-急行-、通称：白線急行。現在の空港急行の前身で、空港線開通以前に運行されていた）もこの駅から発着していた。

## 歴史
旧陸軍の飛行場（佐野陸軍飛行場）を建設する際の人員や機材の輸送のために開業した駅である。

### 年表
- 1942年（昭和17年）2月1日：南海鉄道 佐野駅（現・泉佐野駅） - 吉見ノ里駅間に新設。
- 1944年（昭和19年）6月1日：合併により近畿日本鉄道の駅となる。
- 1947年（昭和22年）6月1日：路線譲渡により南海電気鉄道の駅となる。
- 2012年（平成24年）4月1日 ：駅ナンバリングが導入され、使用を開始[2][3]。

## 駅構造
島式・単式複合型2面3線のホームを有する地上駅。島式ホームが1・2番線、単式ホームが3番線となっている。1番線の線路は車庫（住ノ江検車区羽倉崎検車支区）に直接つながっており、難波方向へ出入庫する列車は主に1番線を使用する（ただし、2・3番線も渡り線を介して車庫につながっており、難波方向から入庫する列車の一部は2番線から、また、和歌山市方向から入庫する列車はすべて3番線から入庫している。難波方面行折返し列車は1番線を使用する）。
駅舎は3番線ホーム側にあり、1・2番線へ行く場合は連絡地下道を通る必要がある。1・2番線は、当駅発着の区間急行（旧-急行-・白線急行）の出入庫のため、8両対応となっている。

### のりば
| のりば | 路線   | 方向 | 行先                                 |
| ------ | ------ | ---- | ------------------------------------ |
| 1      | 南海線 | 上り | 関西空港・なんば方面（当駅折り返し） |
| 2      | 南海線 | 下り | 和歌山市方面                         |
| 3      | 南海線 | 上り | 関西空港・なんば方面                 |

### 配線図
| ← 阪和線 天王寺方面 ← 南海本線 難波方面 | 日根野駅・長滝駅・泉佐野駅・羽倉崎駅・りんくうタウン駅・関西空港駅 配線略図 | → 阪和線 和歌山方面 → 南海本線 和歌山市方面 |
| 凡例 出典:                              |                                                                             |                                             |

## 特徴
車庫がある関係で朝晩には当駅を発着する列車が多い。朝ラッシュ時に運転される難波行き準急2本のうち1本もこの駅が始発である。また平日ダイヤでは南海(ひいては関西私鉄)で最も終電の到着時刻が遅く、24:59に列車が到着する。2005年11月26日以前は、日中も1時間に1本ずつこの駅で折り返す難波行き普通が設定されていた。
当駅に停車する下り営業列車はすべて終点まで各駅に停車する列車のみである。2014年10月18日のダイヤ改正で日中の和歌山市発着の区間急行が関空直通の空港急行に置き換えられたため、この時間帯に当駅に停車する列車は1時間4本の普通のみとなっている。このうちの半数は尾崎駅でサザンと緩急接続を行う。

## 利用状況
2019年（令和元年）次の1日平均乗降人員は6,190人（乗車人員：3,053人、降車人員：3,137人）である。
| 年次   | 1日平均 乗降人員 | 1日平均 乗車人員 | 順位 | 出典   |
| ------ | ---------------- | ---------------- | ---- | ------ |
| 2000年 | 7,006            | 3,461            |      | [ 6 ]  |
| 2001年 | 6,774            | 3,340            |      | [ 7 ]  |
| 2002年 | 6,528            | 3,209            |      | [ 8 ]  |
| 2003年 | 6,345            | 3,112            |      | [ 9 ]  |
| 2004年 | 6,251            | 3,058            |      | [ 10 ] |
| 2005年 | 6,111            | 2,973            |      | [ 11 ] |
| 2006年 | 6,182            | 3,016            |      | [ 12 ] |
| 2007年 | 6,338            | 3,097            |      | [ 13 ] |
| 2008年 | 6,328            | 3,093            |      | [ 14 ] |
| 2009年 | 6,179            | 3,024            |      | [ 15 ] |
| 2010年 | 6,196            | 3,043            |      | [ 16 ] |
| 2011年 | 6,152            | 3,024            |      | [ 17 ] |
| 2012年 | 6,029            | 2,947            | 45位 | [ 18 ] |
| 2013年 | 6,070            | 2,949            | 45位 | [ 19 ] |
| 2014年 | 5,943            | 2,892            | 46位 | [ 20 ] |
| 2015年 | 6,027            | 2,940            | 46位 | [ 21 ] |
| 2016年 | 6,236            | 3,040            | 46位 | [ 22 ] |
| 2017年 | 6,263            | 3,065            | 46位 | [ 23 ] |
| 2018年 | 6,265            | 3,067            | 46位 | [ 24 ] |
| 2019年 | 6,190            | 3,053            | 46位 | [ 25 ] |

## 駅周辺
駅前には銀行等があり、線路の北側・南側にはそれぞれコンビニエンスストアがある。
かつては、この駅の周辺には「阪本紡績」の巨大な紡績工場が、隣接する泉南郡田尻町に跨って存在していたが、現在その跡地に高層住宅団地（サニータウン羽倉崎）、ホームセンター（コーナン）、24時間営業のスーパーマーケット（マックスバリュ）などが次々と進出している。
- 泉佐野羽倉崎郵便局
- 紀陽銀行羽倉崎支店
- 池田泉州銀行泉佐野支店羽倉崎出張所
- 泉佐野市立佐野中学校
- マックスバリュ 羽倉崎店
- コストバリューマーケット羽倉崎店（コストコ商品の『小分け販売』に特化した”日本発”の無人コストコ再販店で、24時間営業）

### バス路線
いずみさのコミュニティバス、いずみさの観光周遊バス、いずみさの・たじりコミュニティバスが「羽倉崎駅前」停留所を経由する。

#### いずみさのコミュニティバス
平日、土曜日のみ運行。
- 中回りルート
- 南回りルート

#### いずみさの観光周遊バス
日曜日、祝日のみ運行。

#### いずみさの・たじりコミュニティバス
平日、土曜日のみ運行。

## 隣の駅
南海電気鉄道
 南海本線
■特急サザン・■急行
通過
■区間急行・■普通
泉佐野駅 (NK30) - 羽倉崎駅 (NK33) - 吉見ノ里駅 (NK34)
■準急（難波行きのみ運転、堺駅まで各駅に停車）
泉佐野駅 (NK30) ← 羽倉崎駅 (NK33)
このように、北隣の泉佐野駅の駅番号が「NK30」であるのに対し、当駅が「NK33」と2駅分飛んでいる形で割り当てられているのは、「NK31」が空港線りんくうタウン駅に、「NK32」が同線関西空港駅の駅番号にそれぞれ割り当てられているためである。